# Coupe de la Ligue japonaise de football 2001
Navigation
Coupe de la Ligue 2000 Coupe de la Ligue 2002
La coupe de la Ligue japonaise 2001 est la 9e édition de la Coupe de la Ligue japonaise, organisée par la J.League, elle oppose les 16 équipes de J.League 1 et les 12 équipes de J.League 2 du 4 avril 2001 au 27 octobre 2001.
Le vainqueur se qualifie pour la Coupe Suruga Bank.

## Format
Les 16 équipes évoluant en J.League 1 2001 et les 12 équipes de J.League 2 2001 participent au tournoi en match aller-retour.
Le Kashima Antlers, Kawasaki Frontale, Shimizu S-Pulse, Nagoya Grampus Eight participent à partir du 2e tour préliminaire.

## Tour préliminaire

### 1ertour préliminaire
| Équipe                 | Aller | Total | Retour | Équipe                  |
| ---------------------- | ----- | ----- | ------ | ----------------------- |
| FC Tokyo (1)           | 5 - 0 | 5 - 1 | 0 - 1  | Ventforet Kōfu (2)      |
| Mito HollyHock (2)     | 0 - 1 | 1 - 4 | 1 - 3  | Yokohama F. Marinos (1) |
| Vegalta Sendai (2)     | 1 - 2 | 3 - 4 | 2 - 2  | Avispa Fukuoka (1)      |
| Sagan Tosu (2)         | 1 - 3 | 1 - 7 | 0 - 4  | Vissel Kobe (1)         |
| Kyoto Purple Sanga (2) | 0 - 2 | 0 - 4 | 0 - 2  | Gamba Osaka (1)         |
| Albirex Niigata (2)    | 0 - 2 | 0 - 4 | 0 - 2  | Sanfrecce Hiroshima (1) |
| Yokohama FC (2)        | 1 - 1 | 3 - 1 | 2 - 0  | Tokyo Verdy 1969 (1)    |
| Omiya Ardija (2)       | 1 - 1 | 1 - 2 | 0 - 1  | JEF United Ichihara (1) |
| Montedio Yamagata (2)  | 2 - 0 | 2 - 3 | 0 - 3  | Urawa Red Diamonds (1)  |
| Oita Trinita (2)       | 2 - 0 | 3 - 2 | 1 - 2  | Consadole Sapporo (1)   |
| Júbilo Iwata (1)       | 2 - 2 | 4 - 3 | 2 - 1  | Cerezo Osaka (1)        |
| Shonan Bellmare (2)    | 0 - 1 | 0 - 1 | 0 - 0  | Kashiwa Reysol (1)      |

### 2etour préliminaire
| Équipe                  | Aller | Total             | Retour   | Équipe                   |
| ----------------------- | ----- | ----------------- | -------- | ------------------------ |
| Gamba Osaka (1)         | 1 - 3 | 3 - 6             | 2 - 3    | Urawa Red Diamonds (1)   |
| Yokohama FC (2)         | 0 - 1 | 1 - 3             | 1 - 2    | Kawasaki Frontale (2)    |
| JEF United Ichihara (1) | 1 - 0 | 1 - 1 (5 - 4) tab | 0 - 1    | Shimizu S-Pulse (1)      |
| Avispa Fukuoka (1)      | 0 - 3 | 0 - 5             | 0 - 2    | Yokohama F. Marinos (1)  |
| Vissel Kobe (1)         | 2 - 2 | 3 - 4             | 1 - 2    | Nagoya Grampus Eight (1) |
| Júbilo Iwata (1)        | 1 - 0 | 2 - 1             | 1 - 1    | Oita Trinita (2)         |
| Kashiwa Reysol (1)      | 3 - 1 | 3 - 5             | 0 - 4    | Kashima Antlers (1)      |
| Sanfrecce Hiroshima (1) | 3 - 3 | 5 - 4             | 2 - 1 ap | FC Tokyo (1)             |

## Phase finale
|  | Quarts de finale     | Quarts de finale     | Quarts de finale    | Quarts de finale    |                      |                      | Demi-finales | Demi-finales | Demi-finales | Demi-finales |  |  | Finale                          | Finale | Finale | Finale |
|  |                      |                      |                     |                     |                      |                      |              |              |              |              |  |  |                                 |        |        |        |
|  |                      |                      |                     |                     |                      |                      |              |              |              |              |  |  | Stade olympique national, Tokyo |        |        |        |
|  |                      |                      |                     |                     |                      |                      |              |              |              |              |  |  |                                 |        |        |        |
|  | Júbilo Iwata         | Júbilo Iwata         | 2                   | 2                   |                      |                      |              |              |              |              |  |  |                                 |        |        |        |
|  | Júbilo Iwata         | Júbilo Iwata         | 2                   | 2                   |                      |                      |              |              |              |              |  |  |                                 |        |        |        |
|  | JEF United Ichihara  | JEF United Ichihara  | 2                   | 0                   |                      |                      |              |              |              |              |  |  |                                 |        |        |        |
|  | JEF United Ichihara  | JEF United Ichihara  | 2                   | 0                   | Júbilo Iwata         | Júbilo Iwata         | 1            | 0            |              |              |  |  |                                 |        |        |        |
|  |                      |                      |                     |                     | Júbilo Iwata         | Júbilo Iwata         | 1            | 0            |              |              |  |  |                                 |        |        |        |
|  |                      |                      | Kashima Antlers     | Kashima Antlers     | 0                    | 0                    |              |              |              |              |  |  |                                 |        |        |        |
|  | Urawa Red Diamonds   | Urawa Red Diamonds   | Kashima Antlers     | Kashima Antlers     | 0                    | 0                    | 1            | 0            |              |              |  |  |                                 |        |        |        |
|  | Urawa Red Diamonds   | Urawa Red Diamonds   |                     |                     |                      |                      |              | 0            |              |              |  |  |                                 |        |        |        |
|  | Kashima Antlers      | Kashima Antlers      | 0                   | 2ap                 |                      |                      |              |              |              |              |  |  |                                 |        |        |        |
|  | Kashima Antlers      | Kashima Antlers      | 0                   | 2ap                 | Júbilo Iwata         | Júbilo Iwata         | 0tab(1)      | 0tab(1)      |              |              |  |  |                                 |        |        |        |
|  |                      |                      |                     |                     | Júbilo Iwata         | Júbilo Iwata         | 0tab(1)      | 0tab(1)      |              |              |  |  |                                 |        |        |        |
|  |                      |                      | Yokohama F. Marinos | Yokohama F. Marinos | 0tab(3)              | 0tab(3)              |              |              |              |              |  |  |                                 |        |        |        |
|  | Sanfrecce Hiroshima  | Sanfrecce Hiroshima  | Yokohama F. Marinos | Yokohama F. Marinos | 0tab(3)              | 0tab(3)              | 2            | 0            |              |              |  |  |                                 |        |        |        |
|  | Sanfrecce Hiroshima  | Sanfrecce Hiroshima  |                     |                     |                      |                      |              |              |              |              |  |  |                                 |        |        |        |
|  | Nagoya Grampus Eight | Nagoya Grampus Eight | 3                   | 1                   |                      |                      |              |              |              |              |  |  |                                 |        |        |        |
|  | Nagoya Grampus Eight | Nagoya Grampus Eight | 3                   | 1                   | Nagoya Grampus Eight | Nagoya Grampus Eight | 0            | 0            |              |              |  |  |                                 |        |        |        |
|  |                      |                      |                     |                     | Nagoya Grampus Eight | Nagoya Grampus Eight | 0            | 0            |              |              |  |  |                                 |        |        |        |
|  |                      |                      | Yokohama F. Marinos | Yokohama F. Marinos | 1                    | 0                    |              |              |              |              |  |  |                                 |        |        |        |
|  | Yokohama F. Marinos  | Yokohama F. Marinos  | Yokohama F. Marinos | Yokohama F. Marinos | 1                    | 0                    | 3            | 2            |              |              |  |  |                                 |        |        |        |
|  | Yokohama F. Marinos  | Yokohama F. Marinos  |                     |                     |                      |                      |              | 2            |              |              |  |  |                                 |        |        |        |
|  | Kawasaki Frontale    | Kawasaki Frontale    | 0                   | 0                   |                      |                      |              |              |              |              |  |  |                                 |        |        |        |
|  | Kawasaki Frontale    | Kawasaki Frontale    | 0                   | 0                   |                      |                      |              |              |              |              |  |  |                                 |        |        |        |
|  |                      |                      |                     |                     |                      |                      |              |              |              |              |  |  |                                 |        |        |        |

### Quarts de finale
| Équipe                  | Aller | Total | Retour  | Équipe                   |
| ----------------------- | ----- | ----- | ------- | ------------------------ |
| Urawa Red Diamonds (1)  | 1 - 0 | 1 - 2 | 0 - 2ap | Kashima Antlers (1)      |
| Sanfrecce Hiroshima (1) | 2 - 3 | 2 - 4 | 0 - 1   | Nagoya Grampus Eight (1) |
| Yokohama F. Marinos (1) | 3 - 0 | 5 - 0 | 2 - 0   | Kawasaki Frontale (2)    |
| Júbilo Iwata (1)        | 2 - 2 | 4 - 2 | 2 - 0   | JEF United Ichihara (1)  |

### Demi-finales
| Équipe                   | Aller | Total | Retour | Équipe                  |
| ------------------------ | ----- | ----- | ------ | ----------------------- |
| Júbilo Iwata (1)         | 1 - 0 | 2 - 1 | 0 - 0  | Kashima Antlers (1)     |
| Nagoya Grampus Eight (1) | 0 - 1 | 0 - 1 | 0 - 0  | Yokohama F. Marinos (1) |

### Finale
| Samedi 27 octobre 2001               | Júbilo Iwata (1)                     | 0 - 0                 | Yokohama F. Marinos (1)                                                | Stade olympique national, Tokyo                 |                                                 |
| 15h00 (UTC+9) (7h00 heure française) |                                      | (0 - 0, 0 - 0, 0 - 0) |                                                                        | Spectateurs : 31 019 Arbitrage : Leslie Mottram | Spectateurs : 31 019 Arbitrage : Leslie Mottram |
| 15h00 (UTC+9) (7h00 heure française) | Oiwa 92e                             | Rapport               | 25e Omura · 45e, 86e Nagayama · 61e Nakamura · 96e Jo · 118e Matsuda · | Spectateurs : 31 019 Arbitrage : Leslie Mottram | Spectateurs : 31 019 Arbitrage : Leslie Mottram |
| 15h00 (UTC+9) (7h00 heure française) | Fujita · Nakayama · Živković · Maeda | Tirs au but 1 - 3     | Nakamura · Sakata · Hato · Dutra · Omura                               | Spectateurs : 31 019 Arbitrage : Leslie Mottram | Spectateurs : 31 019 Arbitrage : Leslie Mottram |

## Statistiques

### Meilleurs buteurs
|                    | Buteur             | Club                | Buts | MJ |
| ------------------ | ------------------ | ------------------- | ---- | -- |
| Médaille d'or      | Tuto               | Urawa Red Diamonds  | 4    | 4  |
| Médaille d'argent  | Tatsuhiko Kubo     | Sanfrecce Hiroshima | 4    | 6  |
| Médaille de bronze | Masanobu Matsunami | Gamba Osaka         | 4    | 4  |
| 4                  | Masashi Nakayama   | Júbilo Iwata        | 4    | 8  |
| 5                  | Shoji Jo           | Yokohama F. Marinos | 4    | 8  |